# Szeperia (Częstkowo)
Szeperia – część wsi Częstkowo w Polsce, położona w województwie pomorskim, w powiecie wejherowskim, w gminie Szemud. Wchodzi w skład sołectwa Częstkowo.
W latach 1975–1998 Szeperia administracyjnie należała do województwa gdańskiego.